# 极地冰原气候

太陽的輻射在極地不如在赤道強烈，因為在高緯度地區，能量需要在大氣層中穿過更長的距離；而且因為角度問題，在極地的總照射面積會比在赤道大。

極地冰原氣候屬於寒帶氣候，每月平均氣溫不超過0 °C（32 °F），主要分布於高緯度地區和極地（緯度高於65°），分佈地區一般是由冰雪組成的荒原，例如南極洲和格陵蘭。這些地區的冬季平均溫度在−30 °C（−22 °F）到−55 °C（−67 °F）之間；全年被冰覆蓋且一般無植物；動物群稀少，一般位於海洋附近。雖然冰原氣候不適宜人類生存，但南極洲和格陵蘭內陸仍有一些考察站。

## 分布
主要分布在格陵蘭岛和南極大陸的冰凍高原，加拿大與俄羅斯北部部分島嶼也屬於此氣候。另外，位於北極點附近的海域由於長年冰凍，也歸類於極地冰原氣候。

### 北極地區
北極地區大部分的冰蓋都是北冰洋表面凍結的部分。格陵蘭是北極地區最大的擁有冰原氣候的陸地，北冰洋附近也有一些島嶼擁有永久的冰蓋。部分地區雖然被歸類為苔原氣候，但是和冰原氣候也有一些相似之處（如加拿大阿勒特，雖然此地區在七月和八月間平均氣溫高於0攝氏度，但是積雪很少會完全融化。這些積雪不足以產生冰川作用）。
由於北冰洋上調節了周圍陸地的氣溫變化，北極附近的陸地會比南極洲溫暖，極地冰原氣候在北極的分佈也不如南極廣泛。北半球冬季最冷的地方實際上位於西伯利亞（例如俄羅斯上揚斯克）。雖然西伯利亞屬於亞寒帶氣候，但是由於地處內陸，沒有海洋或其他水體調節溫度，冬季會非常寒冷。

### 南極地區
由於地處南極附近，而且南冰洋的風風速很大，南極洲十分的寒冷。
南極洲除北部的苔原外絕大部分區域全年處於凍結狀態。南極洲在氣候上是全世界最孤立的大洲，氣壓系統很少抵達這裡，所以是世界上最寒冷的地方。南極洲沃斯托克站曾經測量出世界最低氣溫：−89.2 °C（−128.6 °F）。

### 高海拔地區
世界上有不少高山冰川，分布於安地斯山脈、喜馬拉雅山脈、洛基山脈、高加索山脈與阿爾卑斯山脈等高山地區。

### 其他星球
和地球一樣，火星的極地附近也有冰冠。 除固態水外，火星的冰冠也包含固態二氧化碳（即乾冰）。在火星的北極，水冰冠全年凍結，而二氧化碳冰冠僅在冬天凍結；在南極這兩種冰冠全年凍結。
木衛二的表面全年被冰蓋（為固態水）覆蓋。有科學家推測冰蓋下可能有湖泊。

## 特征與成因
1、全年嚴寒，各月溫度皆在0攝氏度以下，是全球年均溫最低的氣候。其成因是一年中有長時期的極夜，在冰雪的覆蓋之下，下墊面對太陽輻射反軇作用強，不易增溫，使得空氣的熱量來源不足。
2、雪量少，但蒸發和升華更少，所以長年積累形成厚冰原，冰帽或冰盖。

## 控制氣團
- 冰洋氣團
- 南極氣團

## 植被
幾乎沒有植被，苔蘚、地衣等植物生長於個別沒有大陸冰的地方。

## 动物

### 北极
- 北极熊
- 環斑海豹
- 北極狐
- 海葵
- 海豹

### 南极
- 企鹅
- 海豹
- 線蟲
- 緩步動物
- 蟎